# 再生縁
『再生縁』（さいせいえん）は、清代の女性作家の陳端生（1752年 - 1796年）が著した弾詞小説。未完であったが、梁徳縄が約50年後に書き足して完成させた。

## 概要
現存するものは20巻からなる。17巻が陳端生の作で、未完の状態で江南で広く知られていた。最初の流布本は現存していない。のちに梁楚生が3巻書き足して完成させたが、二人に面識はなかった。
陳端生は『玉釧縁』（作者不明）という弾詞小説を愛読し、この続編を意図して16歳で書きはじめ、18歳の秋までに8巻（ここまで北京在住中）、翌春までに16巻まで書き上げていた。8巻以降に父の転任があり、5月から秋までかかる陸の旅・船の旅をしている。これは深窓の令嬢だった陳端生にとって、非常に大きな出来事だったようで、作風に変化がみられる。この後、母の死や自身の結婚があり中断していたが、夫が科挙の不正事件に巻き込まれ別離し、悲嘆の中17巻を執筆。しかし続きを書くことなく7年生き、夫に会うことなく39歳で没したと言われる。
研究家の方蘭（吉田とよ子）は、陳端生の文体は含蓄があって流麗、情景や情感の描写にすぐれていると評している。
方蘭は断筆の理由について、17巻を書くまでに流れた12年で作者の思想が変わり、最初のプロット通りに書けなくなったためではないかと推測している。本来は、8巻の勧善懲悪のエピソードで大団円になり、少華と麗君たちは華やかに結婚して仲良く暮らす、といった終わりが想定されていたようである。前半はよくできたロマンチックなメロドラマで、8巻以降は最初のプロットとは正反対の展開で進み、処罰される悪人の苦悩や女たちの懊悩、従属的な女に戻りたくない麗君の心情などが描かれ、趣が異なる。
続編を書いた梁楚生は、陳端生より格の高い名家に生まれ、名士に嫁いだ恵まれた境遇の女性で、世間を批判的に見ることはなく、一夫多妻制を当然のものとして受け止めていたようである。続編はそれまでの物語を裏切るような、陳腐なハッピーエンドになっている。

## あらすじ
物語は皇甫少華という男とその正妻になるべき女性・孟麗君、麗君の乳母の娘・蘇映雪、少華の政敵の異母妹・劉燕玉という、一人の男と縁ある三人の女の運命を描く。『玉釧縁』の続編として次のように設定されている。『玉釧縁』の男主人公と妻妾6人は、幸福な人生を送り死後は仙界で暮らすはずが、死んだ男主人公と妾の一人は地上の人生で十分愛し合わなかったと後悔していた。仙界の皇后はこの二人と、他に情念に汚された仙女二人を、地上で情念を洗い流して帰ってくるよう送り出す。この男主人公の生まれ変わりが皇甫少華、妾が孟麗君、仙女二人が蘇映雪と劉燕玉である。正妻の立場になる麗君が最も美しく道徳心ある女性と描写されている。
少華と侯爵劉捷の息子奎璧が麗君に求婚し、射的で競い少華が勝って麗君と婚約した。麗君を姉のように慕う映雪は、競技を陰から見て少華に恋し、彼と婚約する夢を見て、麗君が正妻になるのだから、第二夫人として彼の妻になりたいと思う。麗君を奪われ怒る奎璧は、少華を殺そうと自宅に招き建物に火をつけるが、少華は奎璧の異母妹の燕玉に助けられる。燕玉は夢で、亡き母に少華を助け彼と結婚するように言われており、少華に妻にしてくれるよう頼み、少華はやむなく恩に報いて婚約する。奎璧は父の劉捷に、少華が不正をして麗君を奪ったと告げ、劉捷は皇帝に進言して、少華の父皇甫敬を壊滅的な戦場に送る。皇甫敬は生け捕りにされ、劉捷は彼が敵に降伏したと嘘の報告をし、皇帝は皇甫の家の処罰と逮捕を命じる。少華は逃げ、残る一族は捕縛された。奎璧は姉である皇后を通し、皇帝に麗君との婚礼を命令してもらい、麗君の父はこれを受けてしまう。麗君は承知せず姿を消し、映雪は麗君の父の頼みで花嫁になり変わったが、少華への貞節を貫くため河に身を投げる。麗君は男装して科挙を受け合格、偶然男として婚約することになった映雪（大臣に助けられ養女になっていた）と偽装結婚する。山奥で修業していた少華は武術の腕を鍛え、武挙に合格して武官となり、手柄を立てて劉捷が敵と内通していた証拠を押さえ、悪の劉家は処罰される（ここまで8巻）。
少華は麗君が死んだと思っており、恩のある劉燕玉と結婚したが、麗君の喪が明けるまで燕玉とは実質的に夫婦にならないことを誓い、麗君が生きており映雪が身代わりなって死んだと聞かされると、麗君を探し、映雪には日々感謝の祈りを捧げるようになった。燕玉は孤独の中で、麗君と映雪への嫉妬に苦しむ。麗君は皇帝のもとで、大臣の娘婿として政治に活躍し、宰相にまで出世。武官になった少華に再会してからも、女性に戻りたくないと思うようになり、少華の結婚を聞いて喜ぶ。映雪は麗君の気持ちの変化を悲しみ、燕玉の下の立場の妾にはなりたくないと思う。麗君の両親が宰相が娘だと気づき、麗君は正体を隠し通そうとし、正体を疑う少華にもひどく冷たく対応する。様々な騒ぎが起こり、少華の姉の皇后（奎璧の姉の皇后は劉家の処罰で失脚した）の頼みで皇帝と皇太后が動き、麗君は皇太后のお召の際に強い酒を飲まされ、眠っている間に足を確認され、纏足から女であるとばれる。（ここまで16巻）眠ったまま家に運ばれた麗君は、事の次第を知り驚愕。皇帝はひとり麗君の元を訪れ、女と知って恋してしまった、必要なら皇后にしてもいいと告白する。後宮に入るか男の格好で謀った罪に問われるか、皇帝に選択肢を突きつけられ、麗君は深く苦悩する。3日後に答えを出さなければならないが…というところで陳端生による物語は中断している。
書き足された続編では、麗君は別人のように従順になっており、麗君と少華の関係者が手を回して皇太后に頼み、皇太后が皇帝にとりなし、少華は麗君・映雪と盛大に結婚。3人の妻妾の仲も良く、4人は幸せに暮らした。

## ドラマ

### 2006年版
1. 時代設定：明代
2. 話数：全42話
3. 出演：李冰冰、黄海冰、孫興、高鑫、賈雨萌、石小群、宗思軒、陳龍（中国語版）、孫宇、王玲、王明玲

## 漫画
- 滝口琳々「新☆再生縁」：「再生縁」を基に、舞台を明代に移している。